# Coupe de la Ligue islandaise de football 2008
La coupe de la ligue islandaise de football 2008 (Lengjubikarinn 2008) est la 13e édition de cette compétition d'avant-saison islandaise.
La compétition débute le 22 février 2008 et la finale a lieu le 1er mai 2008 entre le Valur Reykjavík et le Fram Reykjavík. 
Le Valur Reykjavík remporte pour la première fois la Coupe de la ligue (4-1) après avoir échoué 4 fois en finale (1997, 1998, 2000 et 2007).

## Déroulement de la compétition

### Poule 1 (Lengjubikarinn - A deild karla riðill 1)

#### Classement
| Pos | Club                 | Match | G | N | P | Pour | Contre | Dif. | Points |          |
| --- | -------------------- | ----- | - | - | - | ---- | ------ | ---- | ------ | -------- |
| 1   | Valur Reykjavík      | 5     | 5 | 0 | 0 | 19   | 5      | +14  | 15     | Qualifié |
| 2   | Breiðablik Kopavogur | 5     | 4 | 0 | 1 | 19   | 4      | +15  | 12     | Qualifié |
| 3   | UG Grindavík         | 5     | 2 | 1 | 2 | 7    | 11     | -4   | 7      |          |
| 4   | ÍBV Vestmannaeyjar   | 5     | 1 | 1 | 3 | 6    | 19     | -13  | 4      |          |
| 5   | UMF Selfoss          | 5     | 0 | 2 | 3 | 8    | 14     | -6   | 2      |          |
| 6   | Vikingur Ólafsvík    | 5     | 0 | 2 | 3 | 5    | 11     | -6   | 2      |          |

#### Matchs
- 22/02/08 - Víkingur Ó. 1-1 Selfoss
- 23/02/08 - Grindavík 1-5 Breiðablik
- 23/02/08 - Valur 6-0 ÍBV
- 02/03/08 - ÍBV 0-7 Breiðablik
- 02/03/08 - Selfoss 1-1 Grindavík
- 02/03/08 - Valur 3-1 Víkingur Ó.
- 07/03/08 - Breiðablik 4-1 Selfoss
- 08/03/08 - Grindavík 1-4 Valur
- 15/03/08 - Víkingur Ó. 2-2 ÍBV
- 16/03/08 - ÍBV 4-3 Selfoss
- 19/03/08 - Valur 2-1 Breiðablik
- 28/03/08 - Víkingur Ó. 1-3 Grindavík
- 28/03/08 - Selfoss 2-4 Valur
- 13/04/08 - Breiðablik 2-0 Víkingur Ó.
- 25/04/08 - Grindavík 1-0 ÍBV

### Poule 2 (Lengjubikarinn - A deild karla riðill 2)

#### Classement
| Pos | Club               | Match | G | N | P | Pour | Contre | Dif. | Points |          |
| --- | ------------------ | ----- | - | - | - | ---- | ------ | ---- | ------ | -------- |
| 1   | KR Reykjavík       | 5     | 5 | 0 | 0 | 16   | 4      | +12  | 15     | Qualifié |
| 2   | FH Hafnarfjörður   | 5     | 4 | 0 | 1 | 19   | 5      | +14  | 12     | Qualifié |
| 3   | Leiknir Reykjavík  | 5     | 2 | 1 | 2 | 9    | 15     | -6   | 7      |          |
| 4   | Fjölnir Reykjavík  | 5     | 1 | 1 | 3 | 11   | 15     | -4   | 4      |          |
| 5   | Víkingur Reykjavík | 5     | 1 | 1 | 3 | 6    | 14     | -8   | 4      |          |
| 6   | Þór Akureyri       | 5     | 0 | 1 | 4 | 9    | 17     | -8   | 1      |          |

#### Matchs
- 22/02/08 - FH 5-0 Víkingur R.
- 23/02/08 - Leiknir R. 1-3 KR
- 24/02/08 - Þor A. 3-5 Fjölnir
- 02/03/08 - Fjölnir 2-3 KR
- 02/03/08 - Þor A. 2-3 FH
- 02/03/08 - Víkingur R. 1-2 Leiknir R.
- 09/03/08 - FH 4-0 Fjölnir
- 09/03/08 - KR 4-0 Víkingur R.
- 15/03/08 - Leiknir R. 1-1 Þor A.
- 18/03/08 - Þor A. 1-4 KR
- 20/03/08 - FH 7-1 Leiknir R.
- 27/03/08 - Fjölnir 1-1 Víkingur R.
- 12/04/08 - Víkingur R. 4-2 Þor A.
- 13/04/08 - Leiknir R. 4-3 Fjölnir
- 14/04/08 - KR 2-0 FH

### Poule 3 (Lengjubikarinn - A deild karla riðill 3)

#### Classement
| Pos | Club                 | Match | G | N | P | Pour | Contre | Dif. | Points |          |
| --- | -------------------- | ----- | - | - | - | ---- | ------ | ---- | ------ | -------- |
| 1   | Fram Reykjavík       | 5     | 4 | 1 | 0 | 10   | 2      | +8   | 13     | Qualifié |
| 2   | ÍA Akranes           | 5     | 4 | 0 | 1 | 9    | 4      | +5   | 12     | Qualifié |
| 3   | KA Akureyri          | 5     | 2 | 1 | 2 | 13   | 9      | +4   | 7      |          |
| 4   | Þróttur Reykjavík    | 5     | 2 | 0 | 3 | 7    | 5      | +2   | 6      |          |
| 5   | Haukar Hafnarfjörður | 5     | 2 | 0 | 3 | 7    | 13     | -6   | 6      |          |
| 6   | KS/Leiftur           | 5     | 0 | 0 | 5 | 3    | 16     | -13  | 0      |          |

#### Matchs
- 24/02/08 - ÍA 2-0 Haukar
- 24/02/08 - KA 1-1 Fram
- 29/02/08 - ÍA 2-0 KS/Leiftur
- 02/03/08 - Haukar 5-3 KA
- 09/03/08 - KS/Leiftur 1-3 Þróttur R.
- 02/03/08 - Þróttur R. 0-1 Fram
- 08/03/08 - Fram 2-1 ÍA
- 08/03/08 - KA 1-0 Þróttur R.
- 28/03/08 - ÍA 2-1 KA
- 29/03/08 - KS/Leiftur 0-2 Fram
- 30/03/08 - Þróttur R. 3-0 Haukar
- 05/04/08 - Haukar 2-1 KS/Leiftur
- 12/04/08 - Fram 4-0 Haukar
- 13/04/08 - KA 7-1 KS/Leiftur
- 13/04/08 - Þróttur R. 1-2 ÍA

### Poule 4 (Lengjubikarinn - A deild karla riðill 4)

#### Classement
| Pos | Club              | Match | G | N | P | Pour | Contre | Dif. | Points |          |
| --- | ----------------- | ----- | - | - | - | ---- | ------ | ---- | ------ | -------- |
| 1   | HK Kópavogur      | 5     | 4 | 1 | 0 | 9    | 4      | +5   | 13     | Qualifié |
| 2   | ÍBK Keflavík      | 5     | 3 | 0 | 2 | 12   | 10     | +2   | 9      | Qualifié |
| 3   | Fylkir Reykjavík  | 5     | 2 | 1 | 2 | 9    | 8      | +1   | 7      |          |
| 4   | KF Fjarðabyggðar  | 5     | 1 | 3 | 1 | 8    | 8      | 0    | 6      |          |
| 5   | UMF Njarðvík      | 5     | 1 | 2 | 2 | 4    | 5      | -1   | 5      |          |
| 6   | Stjarnan Garðabær | 5     | 0 | 1 | 4 | 6    | 13     | -7   | 1      |          |

#### Matchs
- 24/02/08 - Fylkir 3-4 Keflavík
- 24/02/08 - HK 1-0 Njarðvík
- 24/02/08 - Stjarnan 2-2 Fjarðabyggð
- 02/03/08 - HK 1-0 Fylkir
- 02/03/08 - Keflavík 3-1 Stjarnan
- 02/03/08 - Njarðvík 1-1 Fjarðabyggð
- 09/03/08 - Fylkir 0-0 Njarðvík
- 09/03/08 - Fjarðabyggð 1-1 HK
- 15/03/08 - Fjarðabyggð 2-1 Keflavík
- 17/03/08 - Stjarnan 1-2 HK
- 18/03/08 - Njarðvík 0-2 Keflavík
- 28/03/08 - Fjarðabyggð 2-3 Fylkir
- 12/04/08 - Stjarnan 1-3 Njarðvík
- 13/04/08 - Keflavík 2-4 HK
- 15/04/08 - Fylkir 3-1 Stjarnan

### Tableau final (Lengjubikarinn - A deild karla Úrslit)

#### Quart de finale
Les matchs de ce tour se sont déroulés le 18 et 19 avril 2008.
- Valur Reykjavík 2-0 ÍBK Keflavík
- HK Kopavogur 1-1 Breiðablik Kopavogur (3-5 t-a-b)
- Fram Reykjavík 2-1 FH Hafnarfjörður
- KR Reykjavík 1-2 ÍA Akranes

#### Demi-finale
| Date          | Équipe 1        | Résultat      | Équipe 2             |
| ------------- | --------------- | ------------- | -------------------- |
| 24 avril 2008 | Valur Reykjavik | 5 - 2         | ÍA Akranes           |
| 24 avril 2008 | Fram Reykjavik  | 2 - 2 tab 4-2 | Breiðablik Kopavogur |

#### Finale
La finale a eu lieu le 1er mai 2008.

##### Feuille de match
| Équipes         | Fram Reykjavík - Valur Reykjavík |
| Score           | 1-4 |
| Date            | 1er mai 2008 |
| Stade           | Kórinn (Kópavogur) |
| Arbitre         | Eyjólfur M Kristinsson |
| Buts            | 4eDennis Bo Mortensen 0-1, 29e Dennis Bo Mortensen 0-2, 99e Hjalmar Thorarinsson 1-2, 50e Atli Sveinn Thorarinsson 1-3, 90e Palmi Rafn Palmason 1-4 |
| Fram Reykjavík  | Hannes Þór Halldórsson, Daði Guðmundsson, Óðinn Árnason, Reynir Leósson, Samuel Lee Tillen, Heiðar Geir Júlíusson, Paul Mc Shane (Kristinn Ingi Halldórsson 89e), Halldór Hermann Jónsson, Grímur Björn Grímsson (Jón Orri Ólafsson 38e), Hjálmar Þórarinsson, Ívar Björnsson (Guðmundur Magnússon 81e) Entraîneur : Þorvaldur Örlygsson |
| Valur Reykjavík | Kjartan Sturluson, Birkir Már Sævarsson, Gunnar Einarsson, Atli Sveinn Þórarinsson, Bjarni Ólafur Eiríksson, Daníel Hjaltason (Sigurbjörn Örn Hreiðarsson 82e), Pálmi Rafn Pálmason, Baldur Bett, Rene Skovgaard Carlsen, Guðmundur Benediktsson (Hafþór Ægir Vilhjálmsson 68e), Dennis Bo Mortensen Entraîneur : Willum Þór Þórsson     |
| Avertissements  | Fram Reykjavík : Halldór Hermann Jónsson 12e, Heiðar Geir Júlíusson 34e, Ian Paul McShane 78e Valur Reykjavík : Pálmi Rafn Pálmason 25e, Hafþór Ægir Vilhjálmsson 86e |
| Expulsions      | - |

## Source
- http://ksi.is